# Lily Ann Stubbs
Lily Ann Stubbs (* 2006 oder 2007) ist eine britische Schauspielerin und Synchronsprecherin.

## Leben
Stubbs debütierte 2015 in dem Kurzfilm To Build a Home. 2016 übernahm sie im Spielfilm Eliminators die Rolle der Tochter des Protagonisten, gespielt von Scott Adkins, deren Entführung zentrales Thema und die Rettung das Ziel des Protagonisten ist. 2018 folgte eine weitere Besetzung in dem Kurzfilm Days Without.
Daneben ist sie Synchronsprecherin.

## Filmografie
- 2015: To Build a Home (Kurzfilm)
- 2016: Eliminators
- 2018: Days Without (Kurzfilm)